# إلسي ماري ياكوبسن
إلسي ماري ياكوبسن (بالنرويجية: Else Marie Jakobsen)‏ (و. 1927 – 2012 م) هي مصممة نرويجية، ولدت في كريستيانساند، توفيت في كريستيانساند، عن عمر يناهز 85 عاماً.

## التعليم
تعلمت في أكاديمية أوسلو الوطنية للفنون.